# Листер, Энрике
Энри́ке Ли́стер Форха́н (исп. Enrique Líster Forján; 21 апреля 1907[…], Аменейро, Галисия — 8 декабря 1994[…], Мадрид) — испанский военный и писатель, командир «Пятого полка», 1-й смешанной бригады, 11-й дивизии в Народной армии во время гражданской войны в Испании. Долгое время был важной фигурой в испанском коммунистическом движении, в Коммунистической партии Испании и политической жизни Испании в целом.

## Биография
Родился 21 апреля 1907 года в Тео, Галисия, в галисийской семье.
Служил солдатом в Испанской королевской армии. Был рабочим-каменщиком, юные годы провёл на Кубе, вернувшись в Испанию, присоединился к революционному движению. В 1925 году вступил в КПИ, и вскоре был вынужден вновь покинуть страну — вплоть до 1931 года, когда монархия в Испании была ликвидирована. Успел поучаствовать в восстании против диктатора Мачадо на Кубе в 1931 году.
В 1932 году снова покинул Испанию и жил в Москве, где работал на строительстве Московского метро и учился с 1932 по 1935 год в Академии Фрунзе.
В 1935 году вернулся в Испанию и стал работать в вооружённых силах Республики по заданию Коммунистической партии Испании. С началом гражданской войны оказался одним из самых подготовленных военных специалистов в КПИ. Ему было поручено формирование народного ополчения. Участвовал в битвах при Хараме, Гвадалахаре, Теруэле и Эбро.
После поражения Второй Испанской Республики жил в иммиграции в Москве. В годы Великой Отечественной войны сражался в рядах Красной армии под именем Лисицына Эдуарда Эдуардовича, участник снятия блокады Ленинграда в январе 1944 года. 22 февраля 1944 года присвоено звание генерал-майора Красной армии.
После 1946 года жил в Югославии. Единственный в XX веке человек, бывший генералом трёх армий — испанской (республиканской), советской и югославской.
Был в числе испаноязычных консультантов, помогавших организовать комитеты защиты революции после Кубинской революции.
В 1977 году вернулся в Испанию. В 1973 году с единомышленниками покинул КПИ из-за несогласия с еврокоммунистической линией большинства партии. В своей книге «Así destruyó Carrillo el PCE» (1982) Энрике Листер назвал предательством то, что КПИ, руководимая Сантьяго Каррильо, осудила ввод советских войск в Чехословакию в 1968 году.
Впоследствии в 1973 году Энрике Листер создал Испанскую коммунистическую рабочую партию (ИКРП). Генеральный секретарь ИКРП в 1973—1986 годах. В 1986 году, после исключения из КПИ Сантьяго Каррильо, вернулся в КПИ.
Умер 8 декабря 1994 года в Мадриде.

### На испанском языке
- «Наша война» (Nuestra guerra), 1966 г.
- «Хватит!» (¡Basta!), 1970 г.
- «Мемуары борца» (Memorias de un luchador), 1977 г.
- «Как Каррильо разрушал компартию Испании» (Así destruyó Carrillo el PCE), 1982 г.
- Lister Enrique. Así Destruyó Carrillo El PCE (исп.). — Planeta, 1983. — ISBN 84-320-4301-X.

### На русском языке
- Воспоминания о национально-революционной войне испанского народа // Новая и новейшая история. — 1962. — № 2. — С. 80—90.
- Испания — военная база США и ФРГ:сокращенный перевод с испанского. — Воениздат, 1964. — 62 с.
- Наша война / Пер. с испан. Л. Василевского; Предисл. Б. Полевого. — Издательство политической литературы, 1969. — 327 с.